# Verums distrikt
Verums distrikt är ett distrikt i Hässleholms kommun och Skåne län. 
Distriktet ligger norr om Hässleholm. 

## Tidigare administrativ tillhörighet
Distriktet inrättades 2016 och utgörs av socknen Verum i Hässleholms kommun.
Området motsvarar den omfattning Verums församling hade vid årsskiftet 1999/2000.